# Jarville-la-Malgrange
 Jarville-la-Malgrange  es una población y comuna francesa, en la región de Lorena, departamento de Meurthe y Mosela, en el distrito de Nancy y cantón de Jarville-la-Malgrange.

## Demografía
| 6686 | 12 154 | 12 302 | 11 350 | 9992 | 9746 |
| Para los censos de 1962 a 1999 la población legal corresponde a la población sin duplicidades (Fuente: INSEE [Consultar]) |        |        |        |      |      |